# Handsome Girl
Handsome Girl (jap. ハンサムな彼女, hansamu na kanojo) ist eine Manga-Serie der japanischen Zeichnerin Wataru Yoshizumi. Die Beziehungskomödie, die auch als Hörspiel und Anime umgesetzt wurde, umfasst ungefähr 1.500 Seiten und richtet sich vorwiegend an jugendliche Mädchen, lässt sich also der Shōjo-Gattung zuordnen.

## Handlung
Die beliebte, vierzehnjährige Schauspielerin Mio Hagiwara ist in den zwei Jahre älteren Kindheitsfreund Teruomi Morimoto verliebt, der ebenfalls schauspielert und mit dem sie oft zusammenarbeitet. Als der sich in ihre beste Freundin Aya Sawaki verliebt, will sie ihn vergessen und findet stattdessen im aufstrebenden Jungregisseur Ichiya Kumagai ihren neuen Schwarm. Allerdings war Aya auch bereits mit ihm zusammen und ist immer noch, selbst nach der Trennung, in ihn verliebt und will ihn zurück. Und Ichiya findet Mio zunächst aufdringlich und ist von ihr genervt. Erst mit der Zeit gelingt es Mio, dass er sich ihr öffnet.

## Veröffentlichungen
Der Manga erschien in Japan von November 1988 bis Januar 1992 in 35 Einzelkapiteln im Manga-Magazin Ribon. Der Shūeisha-Verlag brachte diese Einzelkapitel ab Juni 1989 auch in neun Sammelbänden heraus. 2003 erschien bei dem Verlag auch eine Bunkoban-Neuauflage in fünf Bänden. Bei Egmont Manga & Anime erschienen die neun Sammelbände unter dem Titel Handsome Girl von Juli 2005 bis Dezember 2006 in deutscher Übersetzung von Antje Bockel. Planeta DeAgostini Comics brachte den Manga auf Spanisch heraus und Daran Culture Enterprise auf Chinesisch.

## Verfilmung
Am 29. September 1991 wurde in Japan ein 37-minütiger Anime-Film auf Basis des Mangas in Form einer Original Video Animation direkt auf Video veröffentlicht. Produziert wurde der Film von J.C.Staff, Regie führte Shunji Ōga und das Drehbuch schrieben Kei Hiyoshi und Megumi Hiyoshi. Das Charakterdesign wurde von Yumi Nakayama adaptiert und die künstlerische Leitung lag bei Nobuhito Sue und Yōji Nakaza. Für die Kameraführung war Akihiko Takahashi verantwortlich und für die Tonregie Fusanobu Fujiyama. Die Produzenten waren Minoru Ohno und Tomoyuki Miyata. Das Vorspannlied ist Maigo ni sasenaide von Erika Haneda.

## Synchronisation
| Rolle          | japanischer Sprecher (Seiyū) |
| -------------- | ---------------------------- |
| Mio Hagiwara   | Sakiko Tamagawa              |
| Ichiya Kumagai | Toshihiko Seki               |
| Aya Sawaki     | Hiroko Kasahara              |
| Okita          | Kazuhiko Inoue               |
| Osamu Kani     | Ryō Horikawa                 |

## Rezeption
Der Stil des Mangas sei, für die Zeichnerin typisch, von „großen, ausdrucksstarken Augen und den hübsch anzusehenden Charakteren auf relativ staktsigen Beinen“ geprägt, so die AnimaniA. Doch die Zeichnungen seien wunderbar und detailreich, wobei „das stylische Setting und die oft modischen Outfits“ an Mangas von Ai Yazawa erinnerten, die auch Wataru Yoshizumi lese. Die Welt des Films sei eine interessante Kulisse und zudem die Gelegenheit, unterhaltsame Rahmenhandlungen einzubringen.